# 西田直二郎
西田 直二郎（にしだ なおじろう、1886年12月23日 - 1964年12月26日）は、　日本の国史学者。本名・直二。京都大学名誉教授。

## 経歴
出生から修学期
1886年、大阪府西成郡清堀村（現・大阪市天王寺区）で生まれた。京都帝国大学文学部に進学し、史学科国史学専攻1期生として内田銀蔵・三浦周行・原勝郎・内藤湖南らの下で学んだ。1910年に卒業。同年、同大学大学院に進み、日本文化史を専攻。
日本古代史研究者として
1915年、京都帝国大学講師に就いた。1919年に助教授、1924年に教授昇格。1924年に学位論文『王朝ノ庶民階級』を京都帝国大学に提出して文学博士の学位を取得。
政治・思想においては保守的であり、滝川事件後の新聞部長に就任。新聞部内で高まりを見せていた自由主義擁護の風潮を押さえる側に回った。戦時中は国民精神文化研究所所員として戦意高揚を担い、『国史に於ける永遠の思想』 などを著した。これらの経歴が戦後の公職追放処分の理由になった。
太平洋戦争後
戦後は公職追放令を受けた教職員追放の対象となり、1946年に京都帝国大学を退官。1951年に追放解除となった。そのため、1952年に京都大学名誉教授となった。京都女子大学教授、滋賀大学教授を務めた。1964年に死去。

## 研究内容・業績
専門は日本古代史。「文化史学」「文化史観」の提唱で知られる。

## 著作
著書
- 『日本文化史序説』改造社 1932
  - 文庫化 講談社学術文庫 1978
- 『洛西花園小史』積善館 1944
- 『日本歴史総説』積善館 1949
- 『京都史蹟の研究』吉川弘文館 1961
- 『日本文化史論考』吉川弘文館 1963

共編著
- 『国史に於ける永遠の思想』興亜教学研究会編、目黒書店(教学新書) 1942
- 『京都府綴喜郡大住村史』田辺町大住出張所 1951

記念論集
- 『日本古代史論叢：西田先生頌寿記念』古代学協会編、吉川弘文館 1960